# Ligne de tramway 6 (SNCV Groupe de Tournai)
Pour les articles homonymes, voir Ligne 6.
La ligne 6 est une ancienne ligne de tramway du Groupe de Tournai de la Société nationale des chemins de fer vicinaux (SNCV) qui a fonctionné entre le 14 juillet 1929 et le 26 avril 1952.

## Histoire
La ligne est mise en service en traction vapeur le 14 juillet 1929 entre la gare de Tournai et Rumillies Bas Rejet (nouvelle section Tournai Pont des Vendéens - Rumillies Terminus, capital 95). L'exploitation est assurée par la SNCV,.
Le 9 janvier 1934, la traction électrique est mise en service sur la ligne par l'électrification de la section Tournai Gare - Rumillies Terminus, elle se voit attribuer à cette occasion l'indice R,.
En 1936, la ligne se voit attribuer l'indice 6.
La ligne est supprimée le 26 avril 1952 en même temps que les autres lignes électriques du groupe de Tournai et la ligne 399, le tramway est remplacé par une  ligne d'autobus sous le même indice. Ses voies restent néanmoins utilisées pour le trafic fret, la suppression des voies du boulevard des Déportés et leur report sur l'avenue van Cutsem pour la ligne 420 toujours exploitée amène à la création d'une courte section entre le pont des Vendéens et l'avenue van Cutsem par la rue des Volontaires. Le trafic fret cesse le 25 mars 1954 sur la ligne (ainsi que les anciennes lignes électriques de Tournai et la ligne 399), entrainant la fermeture à tout trafic de la section Tournai Rue des Volontaires - Rumillies Terminus,.

## Infrastructure

### Dépôts et stations
Autres dépôts utilisés par la ligne situés sur le reste du groupe : Tournai.

## Exploitation

### Horaires
Tableaux :
- 409 en 1931[5].
- 666 en 1950[6].